# Quilengues
Quilengues – miasto w Angoli, w prowincji Huíla.